# SCYL1
El tipo 1 de SCY1 (S. cerevisiae), también conocido como SCYL1, es un gen humano que se ha conservado a lo largo de la evolución.

## Función
Este gen codifica un regulador transcripcional que pertenece a la familia de proteínas similares a las quinasas. La proteína tiene un dominio de quinasa N-terminal divergente que se cree que es catalíticamente inactivo y puede unirse a secuencias de ADN específicas a través de su dominio C-terminal. Activa la transcripción de la transcriptasa inversa de la telomerasa y los genes beta de la ADN polimerasa. La proteína se ha localizado en el núcleo y también en el citoplasma y los centrosomas durante la mitosis. Se han encontrado múltiples variantes de transcripción que codifican diferentes isoformas para este gen. Al menos tres de las transcripciones codifican una proteína que contiene todos los exones, denominada de longitud completa (FL).
El homólogo de ratón de FL-Scyl1 es 90% idéntico y 93% similar en contenido de aminoácidos al FL-Scyl1 humano. En Mus Musculus, FL-Scyl1 codifica un polipéptido de 806 aminoácidos. La proteína FL contiene repeticiones HEAT y un dominio de espiral en espiral C-terminal que también contiene múltiples motivos dibásicos y termina en el motivo dibásico RKLD-COOH.
Scyl1 se localiza en el compartimento intermedio entre el Aparato de Golgi y ER (ERGIC). Se une a Coatomer I ( COPI ) y se colocaliza con beta-COPI y ERGIC53. La caída de la proteína mediada por ARNip interrumpió el flujo retrógrado del receptor KDEL desde el aparato de Golgi al ER. Además, la localización de Scyl1 en neuronas del hipocampo de rata también demuestra una relación similar con COPI.

## Significación clínica
Las mutaciones en Scyl1 son el defecto genético que resulta en el fenotipo de deficiencia muscular en ratones que sufren de una neurodegeneración progresiva del cerebelo y de las neuronas motoras inferiores. Ratones mdf modelan trastornos de tipo ataxia espinocerebelosa humana.